# Dear Chambers
Dear Chambers（ディアチェンバーズ）は、日本の3人組ロックバンド。
Vo/Gt モリヤマリョウタ、Ba/Cho 秋吉ペレ、Dr/Cho しかぎしょうた の3名が、それぞれの前身バンドを経て2017年10月に東京にて結成。
2022年までに1枚のフルアルバムと2枚のミニアルバム等を含む複数の作品をPaddy fieldよりリリース。それらのリリースと並行して全国各地でライブを重ねた。
2023年、KURAMAE RECORDSに移籍。
サウンドプロデューサーにKubotyを迎えたシングル曲がTV番組のエンディングテーマになるなど注目を集めるなか、全国でライブ活動を続けている。

## 作品
- 1st DEMO 「Comeback to me」 （2017年12月10日、GGC-001）
- 1st mini ALBUM 『Goodbye to you』 （2019年1月23日、PADF-006）
- 2nd mini ALBUM 『Remember me』 （2019年10月2日、PADF-008）
- コンピレーションアルバム 『to the next field 3』 （2020年1月15日、PADF-011）
- 1st E.P 『It's up to you』 （2020年6月3日、PADF-014）
- Dear Chambers × コールスロー split mini album 『LOVE』 （2020年7月15日、PADF-016）
- 1st digital single 「wait」 （2022年1月1日、PADF-1002）
- 1st single 「Decide」 （2022年1月19日、PADF-024）
- 1st Full Album 『you & me』 （2022年4月6日、PADF-026）
- 「環七ラプソディー」 （2023年8月23日、HMKR-10015）
- 「オレンジロード」 （2023年12月6日、HMKR-10018）
- 「Oh my BABY」 （2024年4月17日、HMKR-10032）
- 2nd FULL ALBUM 『NEW OLDIES』 （2024年10月23日、HMKR-10036）

## タイアップ一覧
| 起用年 | 曲名             | タイアップ                                                 |
| ------ | ---------------- | ---------------------------------------------------------- |
| 2024年 | 環七ラプソディー | フジテレビ 『Love Music』 9月度エンディングテーマ          |
| 2024年 | Oh my BABY       | 関西テレビ 『ウラマヨ！』 5月度エンディングテーマ          |
| 2024年 | ワンセルフ       | テレビ埼玉 『いろはに千鳥』 9-10月度エンディングテーマ     |
| 2024年 | 真夜中の ANTHEM  | 関西テレビ 『千原ジュニアの座王』 11月度エンディングテーマ |

## ライブツアー
Dear Chambers  2nd Full Album 「NEW OLDIES」 Release Tour 2024-2025
| 公演日                 | 会場                                  |
| ---------------------- | ------------------------------------- |
| 2024年11月14日 (木)    | 横浜F.A.D                             |
| 2024年11月29日 (金)    | 名古屋R.A.D                           |
| 2024年12月5日 (木)     | 仙台FLYING SON                        |
| 2024年12月6日 (金)     | 宇都宮HELLO DOLLY                     |
| 2025年1月18日 (土)     | 静岡UMBER                             |
| 2025年1月25日 (土)     | 神戸太陽と虎                          |
| 2025年1月26日 (日)     | 京都GATTACA                           |
| 2025年2月8日 (土)      | 岡山CRAZYMAMA 2ndROOM                 |
| 2025年2月9日 (日)      | 広島ALMIGHTY                          |
| 2025年2月11日 (火・祝) | 心斎橋BRONZE                          |
| 2025年2月28日(金)      | 新宿LOFT 〜ツアーファイナルワンマン〜 |